# Cosmophasis squamata
Cosmophasis squamata es una especie de araña saltarina del género Cosmophasis, de la familia Salticidae, orden Araneae.

## Distribución
Se distribuye por Asia: Indonesia (Molucas) y Oceanía: Islas Salomón.

## Taxonomía
Fue descrita por Kulczyński en 1910 y publicada en Kulczyński, W. (1910). Araneae et Arachnoidea Arthrogastra. In: Botanische Und Zoologische Ergebnisse Einer Wissenschaftlichen Forschungreise Nach Den Samoainsiln, Dem Neuguinea-Archipel Und Den Solomon Inseln Von Marz Bis Dezember 1905 Von Dr Karl Rechinger. III Teil. Denkschrift Der Akademie Der Wissenschaften in Wien 85: 389-, 411.